# Acontia delutea
Acontia delutea är en fjärilsart som beskrevs av Embrik Strand 1917. Acontia delutea ingår i släktet Acontia och familjen nattflyn. Inga underarter finns listade i Catalogue of Life.